# Junction City (Missouri)
Junction City és una població dels Estats Units a l'estat de Missouri. Segons el cens del 2000 tenia 319 habitants.

## Demografia
Segons el cens del 2000, Junction City tenia 319 habitants, 158 habitatges, i 73 famílies. La densitat de població era de 342,1 habitants per km².
Dels 158 habitatges en un 23,4% hi vivien nens de menys de 18 anys, en un 32,3% hi vivien parelles casades, en un 11,4% dones solteres, i en un 53,2% no eren unitats familiars. En el 48,1% dels habitatges hi vivien persones soles el 27,2% de les quals corresponia a persones de 65 anys o més que vivien soles. El nombre mitjà de persones vivint en cada habitatge era de 2,02 i el nombre mitjà de persones que vivien en cada família era de 2,92.
Per edats la població es repartia de la següent manera: un 23,5% tenia menys de 18 anys, un 8,8% entre 18 i 24, un 24,1% entre 25 i 44, un 22,3% de 45 a 60 i un 21,3% 65 anys o més.
L'edat mediana era de 38 anys. Per cada 100 dones de 18 o més anys hi havia 78,1 homes.
La renda mediana per habitatge era de 15.833 $ i la renda mediana per família de 21.250 $. Els homes tenien una renda mediana de 25.417 $ mentre que les dones 8.500 $. La renda per capita de la població era d'11.561 $. Entorn del 30,1% de les famílies i el 37,3% de la població estaven per davall del llindar de pobresa.

## Poblacions més properes
El següent diagrama mostra les poblacions més properes.